# Den Transnationale Stiftelse for Freds- og Fremtidsforskning
Den Transnationale Stiftelse for Freds- og Fremtidsforskning (en: Transnational Foundation for Peace and Future Research, TFF) er en international tænketank og et globalt netværk for fred med fredelige midler stiftet i 1986 af Christina Spännar og Jan Øberg, og beliggende i Lund i Sverige. 

## Formål
Den Transnationale Stiftelse stræber efter at inspirere til engagement for fredsarbejde fra græsrødderne til magtens korridorer med udgangspunkt i FN-Deklarationens ord om at »fred skal skabes med fredelige midler« . Den er uafhængig af regeringers og erhvervslivs støtte og baseres helt på frivillig arbejdskraft. Ultimo 2007 tæller TFF omkring 75 internationale "Associates" – mennesker med vidt forskellig baggrund og erfaring men med tyngdepunkt i analyse og områdeekspertise – i sit netværk. Ca. en tredjedel af disse er fra nordiske lande
TFFs formål er at fremme konfliktforståelse, "konfliktlægning" (eng: conflict-mitigation) og forsoning i almindelighed og i valgte områder rundt om i verden. Blandt sine flerårige engagementer kan nævnes det tidligere Jugoslavien (efter dette lands opløsningen især Serbien-Kosovo, Makedonien og Montenegro), Georgien, Irak, Israel-Palestina, Iran og Burundi. Desuden arbejder de associerede eksperter i netværket med en række andre områder mere generelt med globale temaer, der kan lede til en fredeligere verden.
Stiftelsens vigtigste metoder er detaljeret og langvarig forskning i selve konfliktområdet, aktiv lytning til alle sider og alle niveauer i konflikterne, uddannelse og træning samt folkeoplysning.